# Journal of Transport Geography
Journal of Transport Geography（ジャーナル・オブ・トランスポート・ジオグラフィー、交通地理学雑誌）は、エルゼビアが王立地理学会交通地理学研究グループと共同で発行する査読付きの 季刊の学術雑誌。1993年に創刊し、交通地理学の全領域を網羅する。編集長はオックスフォード大学のティム・シュヴァーネン（Tim Schwanen）。創刊時の編集長はサルフォード大学のリチャード・ノールズ（Richard Knowles）。

## 目的と視点
この雑誌は交通地理学的な調査、方法、データに焦点を当てる。その内容は公共政策、インフラストラクチャー、地域開発、電気通信、経済統合（国際的、地域的）、環境、エネルギー資源、旅行、観光、地理情報システム、空間分析などに及んでいる。

## 収録データベース
この雑誌の要約と目次は以下に収録されている。
- Scopus
- Social Sciences Citation Index
- GEOBASE
- Health and Safety Science Abstracts
- International Civil Engineering Abstracts
- Oceanic Abstracts
- Risk Abstracts
- TRID, the TRIS and ITRD Database

Journal Citation Reportによると、2012年のインパクトファクターは1.942であった。